# Durant, Oklahoma
Durant är administrativ huvudort i Bryan County i Oklahoma. Orten grundades av Dixon Durant och fick ursprungligen namnet Durant Station. Namnet, som hedrar grundarens familj, förkortades år 1882 till den nuvarande formen Durant.